# Masdevallia rodolfoi
Masdevallia rodolfoi är en orkidéart som först beskrevs av Lothar Alfred Braas, och fick sitt nu gällande namn av Carlyle August Luer. Masdevallia rodolfoi ingår i släktet Masdevallia och familjen orkidéer.
Artens utbredningsområde är Peru. Inga underarter finns listade i Catalogue of Life.